# Sudhanshu Vrati
Sudhanshu Vrati (nacido el 19 de marzo de 1960) es un inmunólogo, microbiólogo y director del Centro Regional de Biotecnología de la India. Conocido por sus estudios en los campos de la replicación de  virus de ARN y el desarrollo de vacunas, Vrati es miembro electo de la Academia Nacional de Ciencias de India, y la Academia de Ciencias de India. El Departamento de Biotecnología del Gobierno de la India le otorgó el Premio Nacional de Biociencia para el Desarrollo Profesional, uno de los premios científicos más importantes de la India, por sus contribuciones a las biociencias en 2003.

## Biografía

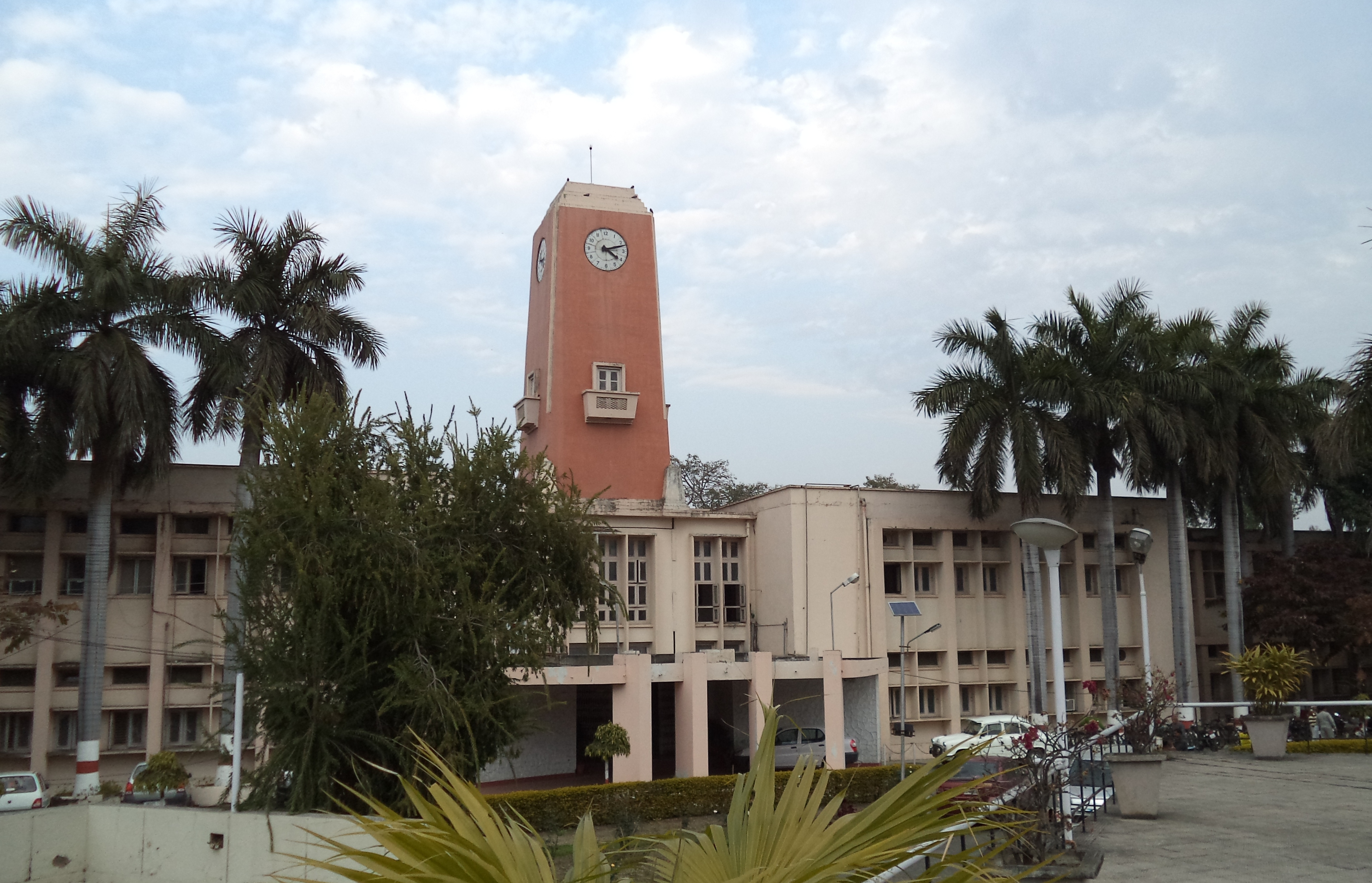
Universidad de Agricultura y Tecnología G. B. Pant - Vicerrectorado

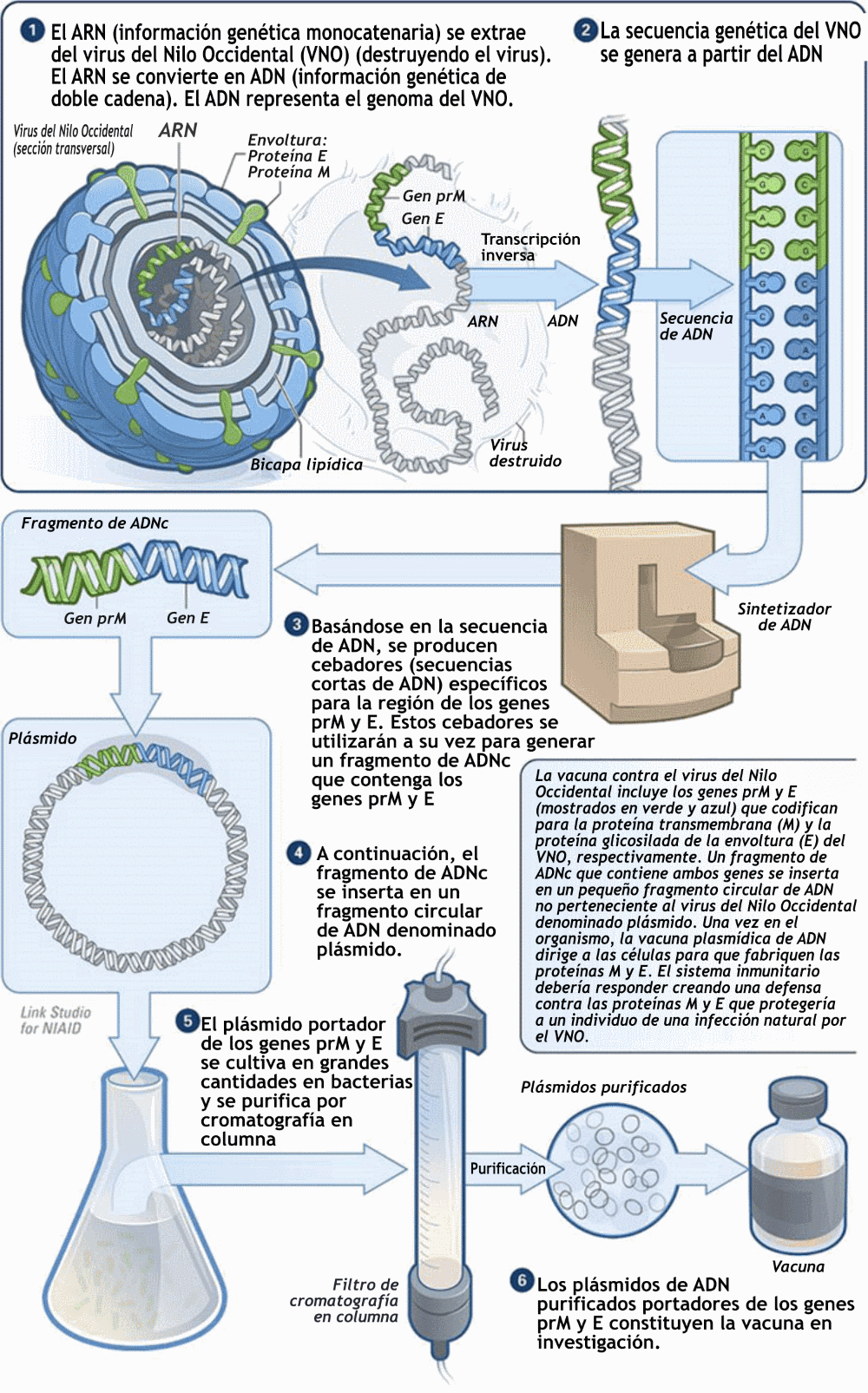
Fabricación de una vacuna de ADN

Nacido el 19 de marzo de 1960 en el estado indio de Uttar Pradesh, Sudhanshu Vrati se licenció en microbiología por la Universidad de Agricultura y Tecnología G. B. Pant e hizo un DIIT en ingeniería bioquímica en el Instituto Indio de Tecnología de Delhi. Posteriormente, se trasladó a Australia para realizar sus estudios de doctorado y se doctoró en bioquímica por la Universidad Nacional Australiana. Su trabajo posdoctoral lo realizó en el centro de la Organización de Investigación Científica e Industrial de la Commonwealth (CSIRO) en Sidney y, a su regreso a la India, se incorporó como científico al Instituto Nacional de Inmunología. Trabajaba como científico sénior cuando fue nombrado decano en el Translational Health Science and Technology Institute (THSTI) en 2005. En octubre de 2015 fue trasladado, en comisión de servicios, al Centro Regional de Biotecnología (RCB) como director ejecutivo, cargo que ocupa hasta la fecha. También es científico visitante en el Instituto Pasteur de París y director ejecutivo de Bharat Immunologicals and Biologicals Corporation, una empresa del Gobierno de la India dedicada a la fabricación de vacunas e inmunizantes.

## Legado
Las primeras investigaciones de Vrati en el THSTI se centraron en el ciclo vital del virus de la inmunodeficiencia japonesa, como la unión de receptores y los mecanismos de entrada, los mecanismos moleculares de replicación, ensamblaje y salida del virus, así como el desarrollo clínico de una vacuna oral contra el rotavirus. Más tarde, se centró en el desarrollo de vacunas de ADN y los detalles del trabajo se han publicado desde entonces en un artículo, Vacunas de ADN: cada vez más cerca de convertirse en realidad, en 2013. Su trabajo en cerebros de rata ayudó a identificar la proteína Mov34, que ha contribuido al desarrollo de vacunas contra enfermedades flavivirales como la encefalitis japonesa y el dengue. Sus estudios se han documentado en diversos artículos. Además, ha contribuido con capítulos a libros editados por otros. Es titular de varias patentes por el proceso que ha desarrollado.

## Premios y distinciones
Fue durante sus días en el Instituto Nacional de Inmunología cuando Vrati recibió el Premio VASVIK de Investigación Industrial 2001. El Departamento de Biotecnología del Gobierno de la India le concedió el Premio Nacional de Biociencia para el Desarrollo Profesional, uno de los más altos galardones científicos indios, en 2003; ese mismo año fue elegido miembro de la Conferencia de Investigación Guha. Fue elegido miembro de la Academia Nacional de Ciencias de la India en 2004; el mismo año recibió la beca electa de la Academia de Ciencias de la India. La Academia Nacional de Ciencias de la India lo eligió para la Medalla Conmemorativa Profesor KP Bhargava y la Asociación de Microbiólogos de la India lo eligió para el Premio Alembic, ambos en 2005. La Academia Nacional de Ciencias de la India volvió a distinguirle en 2006 con el Premio NASI-Reliance Platinum Jubilee. Recibió la beca Tata Innovation Fellowship del Departamento de Biotecnología en 2009 y la Alta Comisión de Australia en la India le concedió el Australian Alumni Award en 2010. Entre los discursos que ha pronunciado figuran la edición de 2003 del Discurso Dr. J. B. Srivastava del Consejo Indio de Investigación Médica. En 2021, se le concedió la prestigiosa Beca Nacional J C Bose de la SERB.